# Новопрокопівська сільська рада
| Новопрокопівська сільська рада — колишній орган місцевого самоврядування у Токмацькому районі Запорізької області з адміністративним центром у с. Новопрокопівка. Сільській раді підпорядковані населені пункти: - с. Новопрокопівка - с. Ільченкове - с. Роботине - с. Солодка Балка |

## Склад ради
Загальний склад ради: 14 депутатів. Партійний склад ради: Самовисування — 7, Всеукраїнське об'єднання «Батьківщина» — 4, «Наш край» — 3.

### Керівний склад ради
| ПІБ                            | Основні відомості                                                                       | Дата обрання | Дата звільнення |
| ------------------------------ | --------------------------------------------------------------------------------------- | ------------ | --------------- |
| Веселовський Дмитро Михайлович | Сільський голова, 1960 року народження, освіта, член Партії регіонів                    | 26.03.2006   | 31.10.2010      |
| Веселовський Дмитро Михайлович | Сільський голова, 1960 року народження, освіта середня спеціальна, член Партії регіонів | 31.10.2010   | 17.02.2015      |
| Бут Наталія Володимирівна      | Сільський голова, 1969 року народження, освіта вища, безпартійна                        | 17.02.2015   |                 |

Примітка: таблиця складена за даними джерела

## Пам'ятки
- На території сільської ради, за 3,5 км на північний схід від села Роботине розташований ландшафтний заказник місцевого значення «Балка Успенівська»[2].